# 六条河原
六条河原（ろくじょうがわら）は、京都市内を流れる鴨川の河原に存在した刑場。古戦場（六条河原の戦い）。現在の五条通（五条大橋）から正面通（正面橋）の辺り。

## 歴史
古くから時の権力者に反抗した政治犯たちが数多く処刑されている。保元の乱における源為義・平忠正、平治の乱における源義平・藤原信頼、治承・寿永の乱（源平合戦）では平能宗・藤原忠清、山崎の戦いにおける斎藤利三、関ヶ原の戦いにおける石田三成・小西行長・安国寺恵瓊、大坂の陣における長宗我部盛親・豊臣国松らをはじめとする豊臣方の残党など、著名な武将や政治家がここで最期を迎えている。処刑後、彼らの首級は全て三条大橋のたもとに晒されている。
なお、平宗盛・平清宗親子は近江国で処刑された後、六条河原にて首を晒されている。
なお、六条河原の刑場にて祀られていたと伝えられる「駒止地蔵（首斬地蔵）」が、現在、当地の付近にある蓮光寺で祀られている。この寺の墓地には、六条河原で処刑された長宗我部盛親の墓がある。